# 女人的覺醒：非常複雜
《女人的覺醒：非常複雜》，為泰國GMM 25與LINE TV於2020年12月6日起播出的浪漫喜劇，由Pompam、Jakjaan、Ice、Ae、Namtan及Jane主演。
此劇為2018年電視劇《女人的覺醒》的第二季續集，由GMMTV與製作公司Parbdee Taweesuk合作拍攝，在2019年10月GMMTV的「New & Next」活動上公開先導預告片。其後，此劇於2020年12月在GMM 25電視台及LINE TV首播，翌年2月終映。

## 劇情簡介
Tata已經成為育有一對雙胞胎的年輕媽媽，除了要養育嬰兒外，她還對丈夫Ryu感到頭痛，因Ryu喜歡偷偷摸摸地行動，好像隱藏了一些事情。而Jane則決定與年輕英俊的Saifah閃電相戀，Saifah亦開始進入YouTuber圈子，Jane這時要面對年齡障礙和與年輕女YouTuber Lin的介入。而Chloe則開始計劃與好男友Ton結婚，並計劃在婚前每一天都要過得愉快正面。Aoey則由健身教練Miriam義務照顧她的身體和心理健康，以準備與小氣主管Piengkwan搏鬥。「長臂猿團伙」的故事是如此混亂，以至於團伙的顧問Nat醫生感到頭痛，他還開始與男友Boy建立關係。在非常複雜的覺醒過程中，每個人在此季度將會建立起人生的新起點。

## 演員陣容
註：括號內的演員姓名為小名。

### 主要人物
- 尼替·柴契塔通（英语：Niti Chaichitathorn）（Pompam）飾演 Nat
- Akhamsiri Suwanasuk（Jakjaan）飾演 Jane
- 佩蘇達·坑孔加（Ice）飾演 Kluay
- 瑪妮拉·坎姆雯（Ae）飾演 Aoey
- 提娜麗·維拉瓦諾丹（Namtan）飾演 Tata
- 娜米妲·吉勒娜拉帕（Jane）飾演 Lookmai

### 其他人物
- 琵雅妲·沃拉慕斯（Pock）飾演 Piengkwan
- 卡特里亚·英格利希（Kat） 飾演 Miriam
- 塔納·羅坤宋巴（Lee）飾演 Saifah
- 卡納潘·佩澤坤（First）飾演 Ryu
- 本傑明·約瑟·沃爾尼 飾演 Boy
- 通普·斯里皮帕特（Big）飾演 Ton
- 路克·普勞頓（Luke）飾演 Jeff
- 普洛姆皮亚·通普塔拉克（Papang）饰演 Shin
- 帕奥佩茨·查伦舒克（Petch）饰演 Ig
- 西瓦科恩·勒爾科喬特（Guy）
- 查澈威·德查拉朋（Victor）
- 普西特·迪塔皮西（Fluke）
- Ratthanant Janyajirawong（Ter）
- Taveesak Phetpraneenukul 飾演 Boy的朋友

## 劇集迴響

### 泰國電視收視
- 收視最低的集數以藍色表示，收視最高的集數以紅色表示，而空格則表示該集的收視沒有相關數據。

| 集數 No.   | 播放日期       | 播放時段 (UTC+07:00) | 平均收視率 | 來源   |
| ---------- | -------------- | -------------------- | ---------- | ------ |
| 1          | 2020年12月6日  | 星期日 20:30         | 0.178      | [ 6 ]  |
| 2          | 2020年12月13日 | 星期日 20:30         | 0.205      | [ 7 ]  |
| 3          | 2020年12月20日 | 星期日 20:30         | 0.173      | [ 8 ]  |
| 4          | 2020年12月27日 | 星期日 20:30         | 0.206      | [ 9 ]  |
| 5          | 2021年1月10日  | 星期日 20:30         | 0.146      | [ 10 ] |
| 6          | 2021年1月17日  | 星期日 20:30         | 0.090      | [ 11 ] |
| 7          | 2021年1月24日  | 星期日 20:30         | 0.154      | [ 12 ] |
| 8          | 2021年1月31日  | 星期日 20:30         | 0.183      | [ 13 ] |
| 9          | 2021年2月7日   | 星期日 20:30         | 0.181      | [ 14 ] |
| 10         | 2021年2月14日  | 星期日 20:30         | 0.144      | [ 15 ] |
| 平均收視率 | 平均收視率     | 平均收視率           | 0.166      | 1      |

^1  基於每集的平均觀眾份額。

## 外部連結
- GMMTV 官方網站（泰文）
- MyDramaList 劇集介紹及劇評 （页面存档备份，存于）（英文）
- 豆瓣劇集介紹 （页面存档备份，存于）（中文）